# 斯通沃爾加普 (科羅拉多州)
斯通沃爾加普（英語：Stonewall Gap）是位於美國科羅拉多州拉斯阿尼馬斯縣的一個人口普查指定地區。

## 地理
斯通沃爾加普的座標為37°09′05″N 105°12′19″W / 37.15139°N 105.20528°W，而該地最高點為海拔高度2417米（即7930英尺）。

## 人口
根據2010年美國人口普查的數據，斯通沃爾加普的面積為4.97平方千米，當中陸地面積為4.97平方千米，而水域面積為0.000平方千米。當地共有人口65人，而人口密度為每平方千米13人。